# Regioni del corpo umano
La locuzione regioni del corpo umano identifica, nell'anatomia umana, la suddivisione topografica del corpo umano in posizione anatomica restituita ai fini descrittivi e di studio.

## Assi e piani del corpo

### Piani sagittali
- Piano di simmetria bilaterale (piano sagittale mediano).
- Due piani paralleli a esso (detti piani sagittali laterali).
- Mediano o in posizione mediana, se si trova in corrispondenza del piano sagittale mediano.
- Mediale o in posizione mediale, se si trova più vicino al piano sagittale mediano rispetto alle altre.
- Laterale o in posizione laterale, se si trova più vicino al piano sagittale laterale.

### Piani frontali
- Piani frontali (latero-laterali), si tracciano perpendicolarmente ai piani sagittali.
- Tangente alla faccia anteriore del corpo, detto piano ventrale; è quello tangente alla faccia posteriore del piano dorsale.
- Ventrale o in posizione ventrale, se si trova più vicino al piano ventrale.
- Dorsale o in posizione dorsale, se si trova più vicino al piano dorsale.

### Piani trasversali
- Piani trasversali o orizzontali; sono quelli che si tracciano perpendicolarmente sia a quelli sagittali sia a quelli frontali.
  - Piano cefalico o craniale, tangente alla faccia superiore del corpo.
  - Piano podalico o caudale, tangente alla faccia inferiore del corpo.

## Assi
Al pari dei piani esistono tre assi:
- asse longitudinale o verticale;
- asse sagittale o anteroposteriore;
- asse trasversale.

I piani e gli assi permettono di definire meglio l'orientamento dinamico.

## Regioni
Queste le principali suddivisioni in regioni del corpo umano:
- testa
- collo
- tronco
  - torace
    - parete anteriore
      - regione sternale
      - regione sottoclaveare
      - regione mammaria
      - regione dell'ipocondrio

    - parete posteriore
      - regione vertebrale
      - regione sopraspinosa
      - regione soprascapolare
      - regione sottospinosa
      - regione scapolo-vertebrale
      - regione sottoscapolare

    - pareti laterali

  - addome
    - parete anteriore
      - epigastrio
      - mesogastrio
      - ipogastrio

    - parete posteriore
      - regione lombare (destra e sinistra)
        - regione lombare interna o renale
        - regione lombare esterna o lombo-addominale

    - pareti laterali
      - regione del fianco (destro e sinistro)
      - regione della fossa iliaca (destra e sinistra)

  - bacino
- arti superiori
  - cinto scapolare (articolazione della spalla)
  - braccio
    - gomito

  - avambraccio
    - polso

  - mano
- arti inferiori
  - cinto pelvico (articolazione dell'anca)
  - coscia
    - ginocchio

  - gamba
    - caviglia

  - piede